# François de Barghon Fort-Rion
François Joseph Antoine  de Barghon Fort-Rion, né le 11 avril 1832 au château de Forion (Ris) et mort le 14 février 1899 à Ris, était un écrivain français.

## Biographie
Il était le fils de François Barghon et de Julie Ducher, fille du notaire royal de Châteldon qui  hérita de son père du château de Forion.
Engagé dans les troupes pontificales il participe à la Bataille de Castelfidardo (18 septembre 1860) Il fut décoré de la médaille Pro Petri Sede, de la croix Pro Ecclesia et Pontifice et fut fait baron par le Pape. Il épousa Marie-Charlotte-Augustine de Corday du Renouard, (8 octobre 1835, au Renouard, arrière-petite-nièce de Charlotte Corday) d'où deux filles : Marie-Charlotte-Françoise, née au Renouard le 27 août 1857, morte en 1877 sans alliance ; et Césarine, née au Renouard le 25 août 1858, mariée au baron Gaston-Marie Arnault de Laporte-Lalanne. Gentilhomme de S.A.R. le prince de Capoue Charles-Ferdinand de Bourbon-Siciles, fils de François Ier des Deux-Siciles, il a collaboré au journal d'Alexandre Dumas Le Mousquetaire.
Auteur de recueil de poésies, il a publié Les Violettes de Parme, San Marino, Jehanne d'Arc, chronique rimée et en tant qu'historien Les Mémoires de Madame d'Angoulême et de Madame Elisabeth. Après un long séjour en Russie il a publié en 1878 La Guerre d'Igor : épopée russienne. Membre de l'Institut royal et grand- ducal de Luxembourg, Membre de la Société de l'histoire de France, membre du Conseil héraldique de France. Décoré en 1860 de la croix de dévotion de l’ordre souverain de Malte.

## Armoiries
Les armes de cette famille était « de gueules, à deux barres d'or, chargées chacune d'un lien de jonc de sinople. »